# Mukadder Püskürt
Mukadder Püskürt (* 1977 in Tunceli) ist eine österreichische Dokumentarfilmerin.

## Leben und Karriere
Die türkische Kurdin kam im Alter von 15 Jahren aus der Türkei (Ostanatolien) nach Österreich. Hier besuchte sie die Hauptschule und eine Hauswirtschaftsschule. Danach arbeitete sie als Hilfsarbeiterin. Nach einer sich anschließenden Beschäftigung als Sozialbetreuerin in Bregenz legte sie die Studienberechtigungsprüfung ab und begann ein Studium der Theater-, Film- und Medienwissenschaften und Pädagogik in Wien.
2008 gewann ihr Langfilm-Debüt Das andere ich (2007) über Frauen mit Migrationsgeschichte in Österreich den Dokumentarfilmwettbewerb des Filmfestivals Türkei/Deutschland.